# Valhall (Öl- und Gasfeld)
Valhall heißt ein Öl- und Gasfeld, das weit vor der norwegischen Küste in einer Wassertiefe von 70 Metern liegt. Die Förderung des 1969 entdeckten Feldes begann 1982 und soll die vorhandenen Reserven bis 2050 ausschöpfen. Federführend ist das international tätige Energieunternehmen BP. Der Name Valhall bezieht sich auf Walhall, ein aus der nordischen Mythologie bekannter Begriff.